# Sixtus Lampl

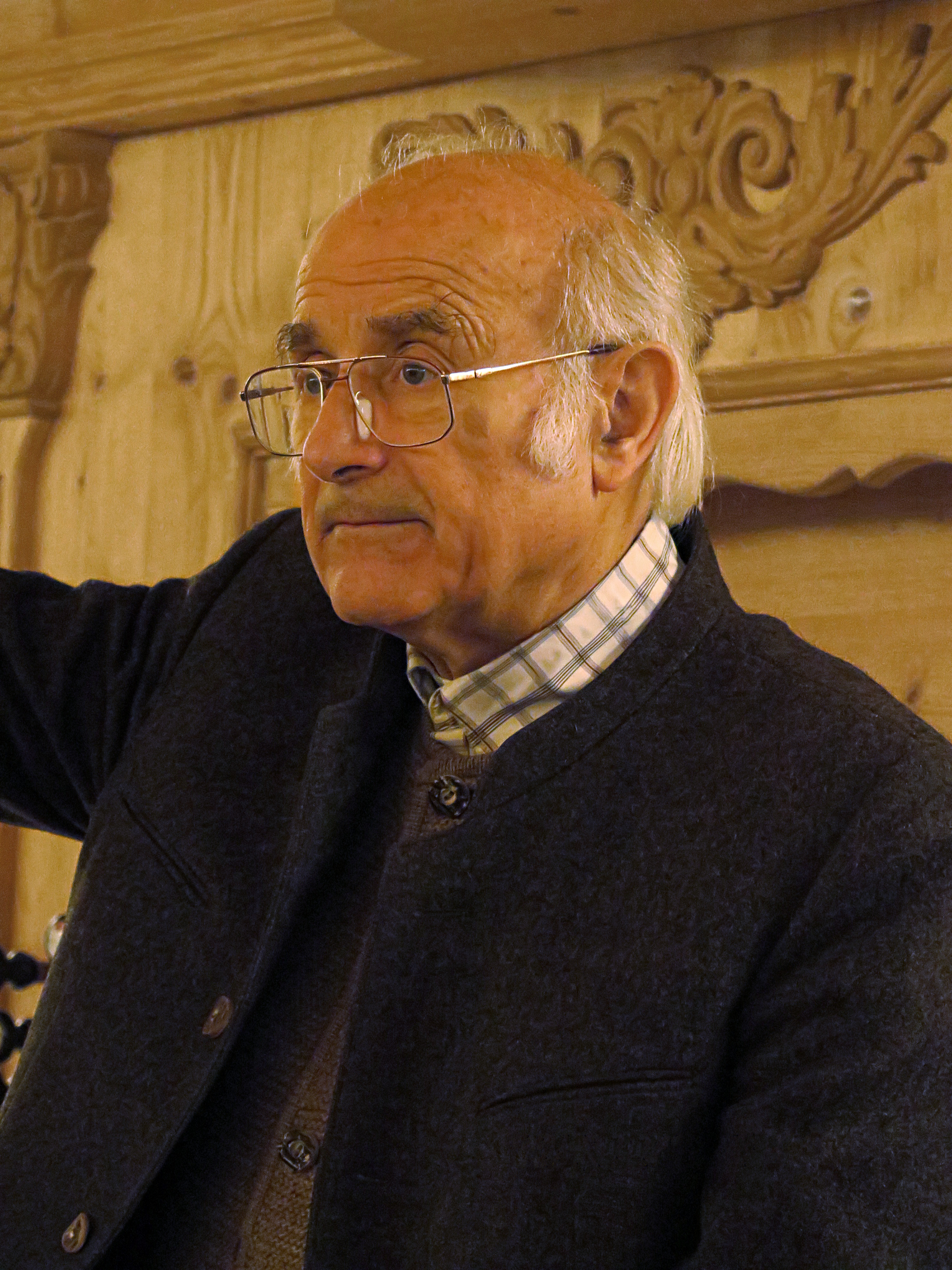
Sixtus Lampl (2015)

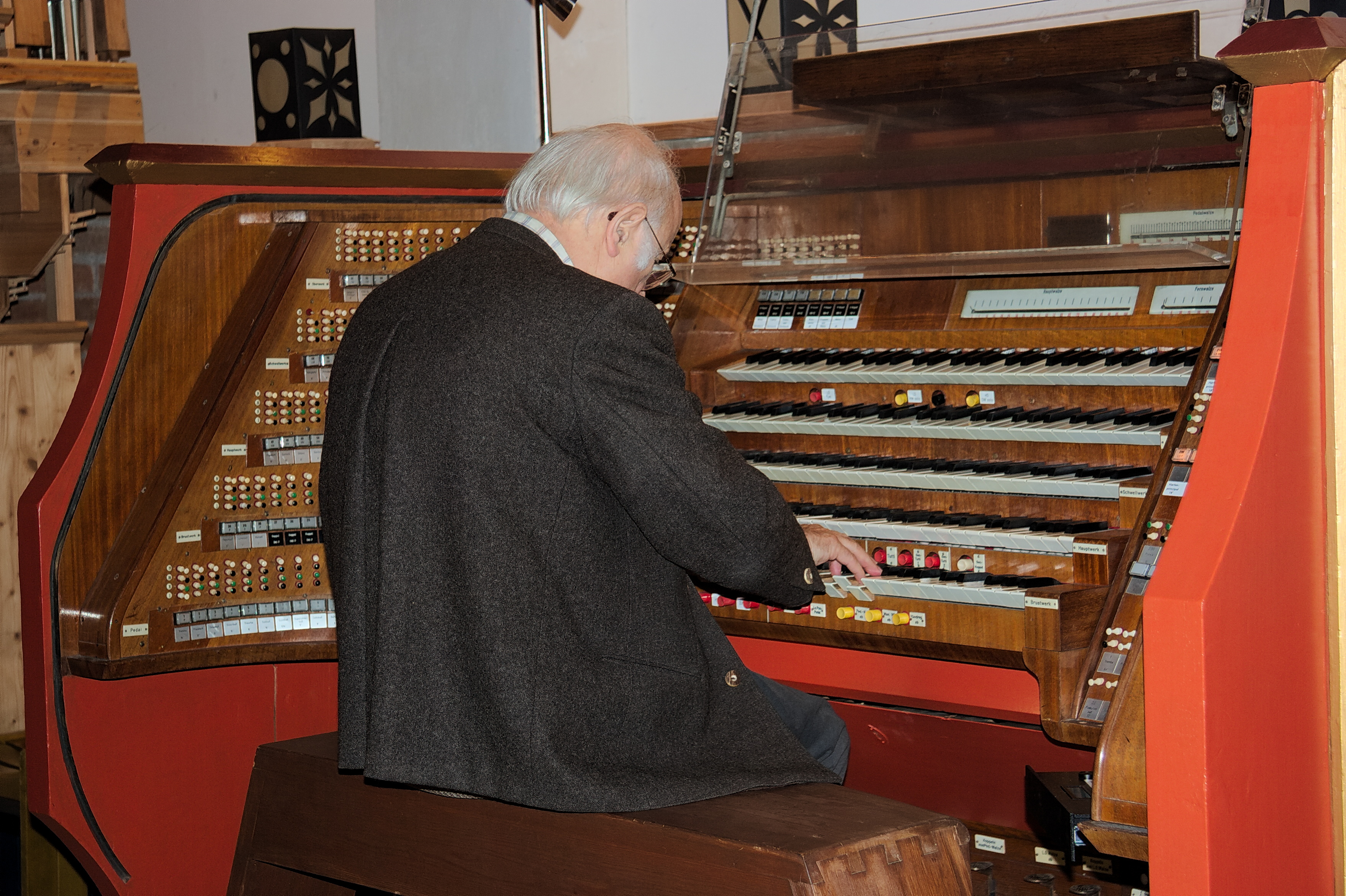
Sixtus Lampl spielend am ehemaligen Zentralspieltisch von St. Lorenz, Nürnberg

Sixtus Lampl (* 6. August 1941 in Schliersee) ist ein deutscher Kunsthistoriker und Musikwissenschaftler. Er war Oberkonservator am Bayerischen Landesamt für Denkmalpflege und ist der Gründer und Eigentümer des Orgelzentrums Valley.

## Leben und Werk
Sixtus Lampl erhielt bereits während seiner Gymnasialzeit in Schäftlarn und Tegernsee Orgelunterricht. Nach dem Abitur studierte er Philosophie, Theologie, Kirchen- und Kunstgeschichte sowie Musikwissenschaften an der LMU München. Er wurde 1972 mit einer Arbeit über die Klosterkirche Tegernsee bei Norbert Lieb promoviert und arbeitete zunächst als Universitätsassistent, bevor er dann 1977 am Bayerischen Landesamt für Denkmalpflege als Konservator angestellt wurde. 2006 ging er in den Ruhestand.
Im Jahr 1980 wurde er als Orgelreferent mit der denkmalpflegerischen Betreuung der historischen Orgeln in ganz Bayern betraut.
Im Rahmen dieser Tätigkeiten versuchte er 1983, die 1914 erbaute Koulen-Orgel von St. Martin in Landshut, eine der letzten großen romantischen Orgeln in Bayern, vor der Verschrottung zu bewahren. Da sich für ein derart großes Instrument kein Interessent fand, kaufte er es schließlich selber. Als für diese Orgel kein passender Aufstellungsort zu finden war, erwarben er und seine Frau Inge 1987 die Ruine des Alten Schlosses in Valley, restaurierten es und richteten es als Orgelmuseum her.
1993 ließ er einen barocken Bundwerkstadel und 2001 eine frühere Sägewerkshalle in „Zoll-Bauweise“ auf das Orgelzentrumsgelände transferieren. Der Stadel und die Werkhalle werden nun als Depot, Ausstellungs- und Konzertsaal genutzt.
Zurzeit befinden sich im Orgelzentrum mehr als 60 Orgeln verschiedener Bauweisen. Davon sind 24 wieder spielbereit aufgebaut und werden von Lampl regelmäßig im Rahmen von Führungen präsentiert. Namhafte Organisten geben dort Konzerte.
Lampl ist Autor zahlreicher kunstgeschichtlicher Veröffentlichungen und Kirchenführer und betreibt den Schloßverlag Valley. Er leitet vier Chöre und Orchester: die Valleyer Barockmusikfreunde, den Kirchenchor Oberdarching-Laindern, das Schloßorchester Valley und den Männergesangverein Valley.

## Ehrungen
- außerordentliches Mitglied der Bayerischen Benediktinerakademie (1981)
- Bundesverdienstkreuz am Bande (1997)
- Bayerische Verfassungsmedaille in Silber (2015)[6]
- Akademie-Preis der Bayerischen Akademie der Wissenschaften (2017)
- Bayerischer Verdienstorden (2025)[7]

## Veröffentlichungen (Auswahl)
- Sixtus Lampl (Hrsg.): Musik und Orgelwerke des Klosters Tegernsee. Schloßverlag Valley, Valley 2007, ISBN 978-3-932055-03-4.